# ランドサット

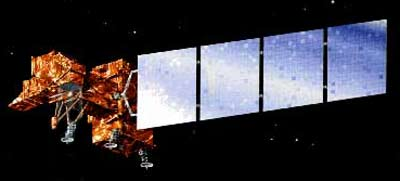
Landsat-6 と Landsat-7

ランドサット (Landsat) は、アメリカ航空宇宙局 (NASA) などが打ち上げている人工衛星である。種類としては、地球観測衛星にあたる。複数の波長における光学観測により、地球環境を観測することを目的としている。1972年に1号機が打ち上げられて以来、9号機まで打ち上げられており、非常に多くの画像を撮影してきた。それらの画像は、一般科学のみならず、農業や都市計画、安全保障分野にまで活用されている。

## 歴史
ヒューズ社のサンタバーバラ研究所が最初の3基のMSS（Multi-Spectral-Scanners:多波長走査機）を1969年に製造した。最初の試作機はその後の9ヶ月以内, 1970年秋に完成した。試作機はヨセミテ国立公園のハーフドームを走査することでテストされた。
最初のMSSの構想は光学器械設計技術者で最初に太陽系を離脱したパイオニア探査機の光学カメラを設計したJim Kodakによって描かれた。
この計画は当初、1966年にから1975年までの間、EARTS （地球資源観測衛星計画; Earth Resources Observation Satellites Program) と呼ばれていた。しかし1975年にはランドサットに改名された。1979年にジミー・カーター大統領がランドサットの運用をNASAからアメリカ海洋大気局 (NOAA)に移管した。更に、ランドサット3号以降に関しては運用が長期間に見込まれることから、1985年、ヒューズ社とRCA社によって設立された民間のEarth Observation Satellite Company (EOSAT) が、NOAAから10年間の運用契約を請け負った。EOSATはランドサット4と5を運用してランドサットのデータの市場への占有権を有し、ランドサット6と7を製造した。
1989年、NOAAのランドサット計画予算が尽きたため、ランドサット4号と5号の運用を中止することになったが、緊急予算が可決され、運用は継続された。同じような事態は1990年から1992年まで毎年続いた。1992年末にはランドサットの観測データの処理が中止された。1993年10月にはランドサット6号がようやく打ち上げられたが、打上は失敗に終わった。このため、ランドサット4号と5号のデータ処理が1994年に再開された。1999年4月にはランドサット7号が打ち上げられた。
2013年2月に、後継機となるLDCM(Landsat Data Continuity Mission)（ランドサット8号）が打ち上げられた。LDCMはランドサットが観測してきた観測データの継続性を引き継ぐ衛星であり、Operational Land Imager (OLI) とThermal InfraRed Sensor (TIRS) という2つの観測装置を搭載する。
2021年9月27日には、後継の9号機が打ち上げられた。

## 衛星の運用記録

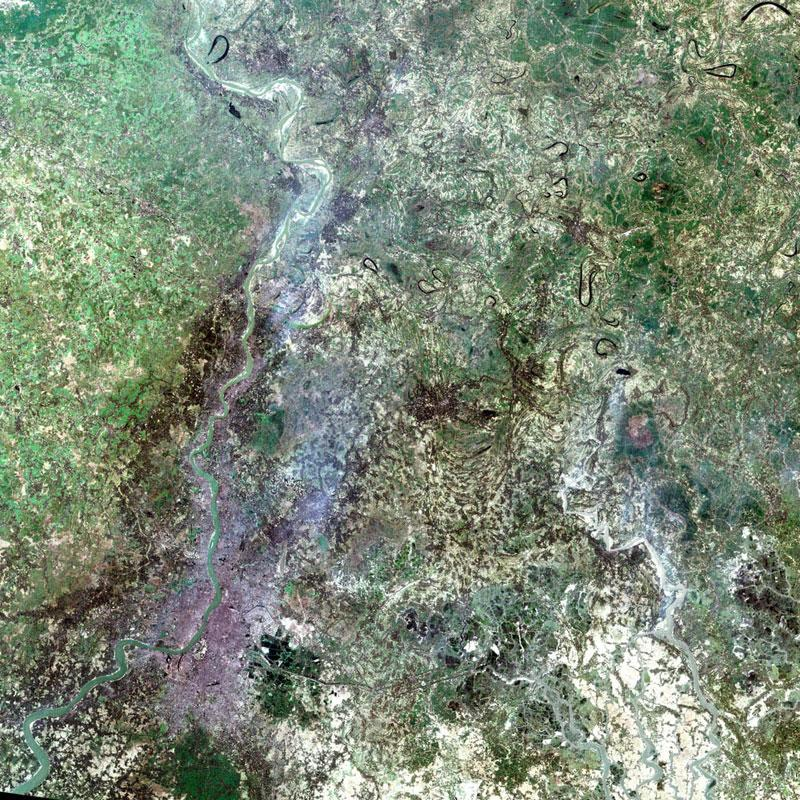
NASAがランドサット7で撮影したインドコルカタ周辺の写真。

- ランドサット1号：1972年7月23日打ち上げ、1978年1月6日まで運用。

　(当初の名前は、Earth Resources Technology Satellite 1)
- ランドサット2号：1975年1月22日打ち上げ、1981年1月22日まで運用。
- ランドサット3号：1978年3月5日打ち上げ、1983年3月31日まで運用。
- ランドサット4号：1982年7月16日打ち上げ、1993年まで運用。
- ランドサット5号：1984年3月1日打ち上げ、2012年12月21日まで28年10ヶ月間運用[1]。ランドサット5号は最も長く運用された地球観測衛星としてギネス世界記録にも認定された[2]。

　ランドサット5号の設計寿命は3年であり、観測データの送信機1台が故障しているが、ランドサット7号がデータ欠損を生じているため、2011年11月までこの衛星の観測運用が行われてデータが活用されてきた。2011年11月18日にもう一台の送信機も不調になったため、90日間観測を中止してトラブル対応を行った。
ランドサット5号は1987年にTDRS用の送信機が故障したため、地上局上空でしかデータをダウンリンクできなくなった。1995年8月には観測装置の一つであるMSS(Multispectral Scanner System)が停止され、TM(Thematic Mapper)のみで観測を継続することになった。2005年1月に太陽電池駆動装置が故障し予備系に切り替えられたが、2005年11月には予備系の太陽電池駆動装置も故障。2006年1月には復旧したが8月に再び停止し、太陽電池アレイは固定した状態で運用を行なっていた。最後の画像を送信した9日後の2013年1月15日から残った燃料を使って軌道を下げる運用が行われ、2013年6月5日に最後のコマンドを送信して運用を終了した。
- ランドサット6号：1993年10月5日打ち上げ、軌道投入失敗。
- ランドサット7号：1999年4月15日打ち上げ、運用中。（ただし、2003年5月31日に観測装置であるEnhanced Thematic Mapper Plus (ETM+)のScan Line Corrector (SLC)が機械的な故障を起こし、データの一部に欠損が出るようになった）
- ランドサット8号：2013年2月11日打ち上げ、運用中。
- ランドサット9号：2021年9月27日打ち上げ、運用中。

米国メリーランド大学のGLCF: Earth Sciece Data Interfaceで画像が無償で入手できる。